# Sayyid Salih Jabr
Sayyid Ṣāliḥ Jabr (1896 – 1957) è stato un politico iracheno che militò nell'Ḥizb al-Umma al-Ishtirākī (Partito Socialista della Nazione). Fu primo ministro dal 29 marzo 1947 al 29 gennaio 1948.
È noto per aver sottoscritto il trattato di Portsmouth del 1948 con il Regno Unito, che, tuttavia, provocò disordini tali in patria da portare in breve alla caduta del suo gabinetto.